# Associació Valenciana de Sociologia
L'Associació Valenciana de Sociologia (AVS) és la principal societat científica de la Sociologia al territori valencià. Pren l'estel de l'Associació de Sociologia del País Valencià fundada l'any 1979. Aquesta entitat estava constituïda per un conjunt d'acadèmics, professionals i científics amb inquietuds sociològiques. Cal palesar l'enorme contribució i l'espenta del professor xativí José Ramón Torregrosa Peris, actor clau en la seua constitució i consolidació. La comissió gestora que va iniciar l'associació estava llavors presidida per Josep-Vicent Marqués, actuant com a secretari Joan Lluch, i com a vocals Salvador Salcedo, Damià Mollà, Rafael Ninyoles, Maria Poveda, Joelle Bergère, Eduardo Ranch, José Maria Tortosa, José María Olmos, Juan Planells, Maria Garcia-Lliberós i Vicent Martí. Així van definir que les seues activitats abastarien les províncies d'Alacant, Castelló i València.
Entre els principals objectius es trobaven, i es mantenen, promoure el desenvolupament i la difusió de la Sociologia, afavorir el contacte i la cooperació entre les i els sociòlegs, vetllar per la integritat de l'exercici de la professió i contribuir a la formació contínua dels i les professionals de la Sociologia. La seua creació va marcar una nova etapa de la Sociologia valenciana tot i afavorint la seua visibilitat social així com l'entrada i la col·laboració amb les institucions i organismes públics. Poden esmentar-se les col·laboracions amb institucions com ara el Servei d'Estudis i Planificació Social de la Presidència de la Diputació Provincial de València, l'Institut d'Assistència i Serveis Socials de la Diputació Provincial de València, la Secretaria General Tècnica de la Presidència del Consell del País Valencià, l'Institut Valencià d'Investigació Social o la Institució Alfons el Magnànim, entre d'altres.
Una de les primeres publicacions referents va ser el llibre col·lectiu titulada Estructura social al País Valencià (1982), coordinada pel professor Rafael Ninyoles (membre fundador de l'associació). L'estudi representava la primera radiografia sociològica de la societat valenciana i estarà en la base de futurs estudis i projectes en el camp de la recerca social. Així mateix, com a estudi pioner de referència futura per a posteriors anàlisis de la realitat social valenciana, trobem La societat valenciana dels 90 (1992), coordinada pel professor Manuel García Ferrando i La societat valenciana: estructura social i institucional (2000), coordinada novament per Rafael Ninyoles. Tres obres, que juntament amb les contribucions del professor Josep Picó a la revista Debats, permeten entendre bona cosa del recorregut de la sociologia valenciana des dels seus inicis. A aquestes contribucions cal afegir l'obra col·lectiva La sociedad valenciana en transformación (1975-2025) coordinada per Antonio Ariño Villarroya i Pedro García Pilán.
És una de les dotze associacions territorials integrada a la Federació Espanyola de Sociologia (FES) i amb representació, com a part del Consell Territorial, a l'Assemblea Federal de la mateixa. Cofundadora de l'originària Federació d'Associacions de Sociologia de l'Estat Espanyol (FASEE) juntament amb les associacions Andalusa, Aragonesa, Castellana, Catalana i Basca a finals dels anys 70.
L'any 2002 l'associació canvia la denominació per constituir-se com l'actual Associació Valenciana de Sociologia.
L'Associació ha col·laborat en nombroses conferències, jornades, trobades i altres activitats relacionades amb la sociologia, entre les quals cal destacar-ne algunes, entre d'altres:
- II Trobada Internacional de Sociologia (València, gener de 1986)
- X Conferència de Sociologia de l'Educació (València, setembre del 2003)
- I Seminari Internacional de Sociologia Crítica (València, maig de 2005)
- Jornades sobre Sociologia i Globalització (València, maig de 2006)
- I Congrés Valencià de Sociologia (València, gener de 2010 – primer congrés propi juntament amb altres entitats de l'AVS)
- III Conferència per a la Coordinació Acadèmica de la Sociologia (Alacant, abril 2016) i el Dia de la Sociologia a la Universitat d'Alacant, (Alacant: febrer 2014-2015 abril 2016-2017)
- Trobada Científica Intermèdia del Comitè de la FES de Sociologia del Gènere (València, 22 i 23 de febrer, de 2018).
- III Trobada amb l'Ensenyament Secundari (València, 20 d'abril, del 2018).